# Бойченко, Ольга Владимировна
Ольга Владимировна Бойченко (укр. Ольга Володимирівна Бойченко; род. 6 января 1989, Одесса) — украинская футболистка, нападающая одесского клуба «Систерс». Участница чемпионата Европы 2009 года.

## Клубная карьера
С 16-летнего возраста играла в херсонской «Южанка». Окончила Херсонское высшее училище физической культуры.
В 2008 году получила приглашение в черниговскую «Легенду». В то же время стала привлекаться и в сборную Украины. В команде становится вице-чемпионом (2008) и двукратным (2009, 2010) чемпионом Украины, а также обладателем Кубка Украины 2009 года.
В 2010—2015 годах играла в российском чемпионате в составе пермской «Звезды». В составе команды дважды (2014, 2015) становилась чемпионкой России, и один раз (2013) — серебряным призёром чемпионата. Двукратный (2012, 2013, 2015) обладатель Кубка России.
В 2015 году играла в чемпионате Украины в калушском «Нефтехимике».
В 2016 году — игрок химкинской «Россиянки». В составе клуба стала чемпионкой России. В начале 2017 года подписала контракт с клубом «Рязань-ВДВ», а спустя год покинула команду по семейным причинам.

## Карьера в сборной
28 мая 2008 года дебютировала в сборной Украины в матче против сборной Шотландии, выйдя на замену. Выступала на чемпионате Европы 2009 года. В апреле 2021 года в возрасте 32 лет заявила о завершении выступлений за сборную Украины. Последним матчем за сборную стала ответная игра в рамках плей-офф отбора к чемпионату Европы 2022 против сборной Северной Ирландии (0:2), которая состоялась 13 апреля 2021 года в Белфасте. Всего во составе сборной Украины провела 60 матчей, в которых забила 14 мячей.